# Michelangelo Abbado

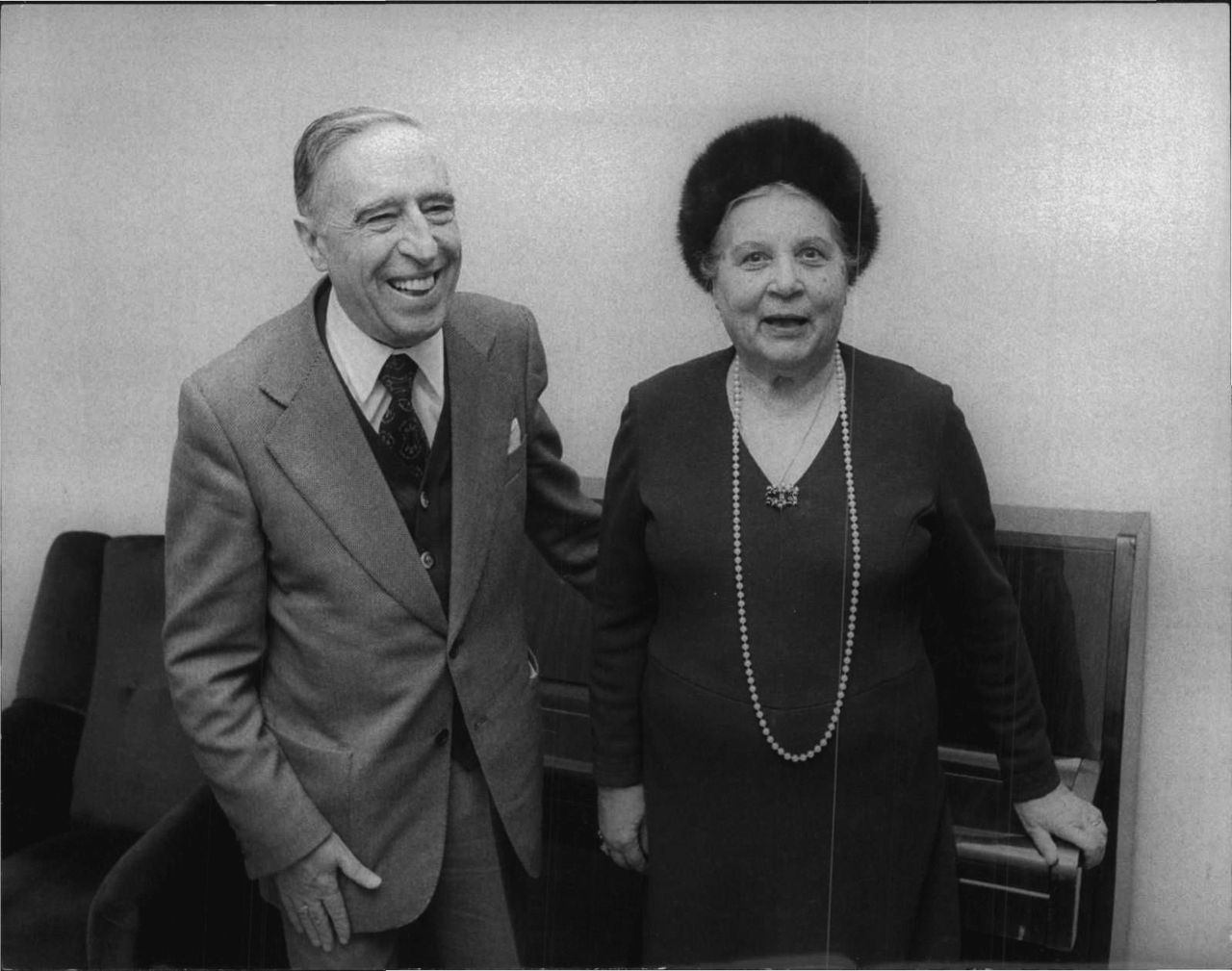
Michelangelo Abbado

Michelangelo Abbado (Alba, 22 september 1900 - Gardone Riviera, 24 september 1979) was een Italiaans violist en componist. Hij is de vader van dirigent Claudio Abbado en pianist Marcello Abbado.
Abbado geldt als een belangrijk vertolker van Paganini, Vivaldi en Bach.